# Beloljin
Beloljin (izvirno srbsko Белољин) je naselje v Srbiji, ki upravno spada pod Občino Prokuplje; slednja pa je del Topliškega upravnega okraja.

## Demografija
V naselju, katerega izvirno (srbsko-cirilično) ime je Белољин, živi 463 polnoletnih prebivalcev, pri čemer je njihova povprečna starost 45,7 let (45,9 pri moških in 45,4 pri ženskah). Naselje ima 203 gospodinjstev, pri čemer je povprečno število članov na gospodinjstvo 2,80.
To naselje je, glede na rezultate popisa iz leta 2002, večinoma srbsko, a v času zadnjih treh popisov je opazno zmanjšanje števila prebivalcev.
|  |

| Demografija | Demografija     | Demografija     |
| Leto        | Št. prebivalcev | Št. prebivalcev |
| ----------- | --------------- | --------------- |
|             |                 |                 |
|             |                 |                 |
|             |                 |                 |
|             |                 |                 |
| 1948        | 1343            |                 |
| 1953        | 1215            |                 |
| 1961        | 1070            |                 |
| 1971        | 826             |                 |
| 1981        | 769             |                 |
| 1991        | 657             | 650             |
| 2002        | 589             | 569             |
|             |                 |                 |

| Etnična sestava po popisu iz leta 2002 | Etnična sestava po popisu iz leta 2002 | Etnična sestava po popisu iz leta 2002 | Etnična sestava po popisu iz leta 2002 | Etnična sestava po popisu iz leta 2002 |
| -------------------------------------- | -------------------------------------- | -------------------------------------- | -------------------------------------- | -------------------------------------- |
| Srbi                                   | Srbi                                   |                                        | 563                                    | 98,94%                                 |
| Neznano                                | Neznano                                |                                        | 6                                      | 1,05%                                  |